# Opiyo Okach
Opiyo Okach (Magadi (Kajiado), 15 juni 1963) is een Keniaans danser en choreograaf.

## Biografie
Okach studeerde in Londen aan de Desmond Jones School of Mime and Physical Theatre. Bij terugkeer in Kenia in 1995 wijdde hij zich de eerste tijd aan onderzoek van traditionele rituelen en theateruitvoering. Rond dezelfde tijd stond hij in contact met belangrijke choreografen als Alphonse Tiérou, Germaine Acogny en Irène Tassembedo.
In 1996 sloot hij zich aan bij Faustin Linyekula en Afrah Tenambergen en formeerden ze samen La Compagnie Gàara, waarmee dit het eerste professionele dansgezelschap van Kenia werd. Het dansgezelschap viel internationaal in de belangstelling met optredens tijdens bijvoorbeeld de Montpellier Danse in Frankrijk, MASA in Ivoorkust en het Saint-Leu Danse Festival in Réunion. Dankzij ondersteuning van leidende dansers als Régine Chopinot en Mathilde Monnier volgden meer optredens in Frankrijk, onder meer tijdens het Ballet Atlantique. De samenwerking in Frankrijk leidde in 1999 tot de opvoering van de nieuwe creatie Rituals of the Rock dat geïnspireerd is op nomadische mythologie uit Oost-Afrika. Het solo-optreden Dilo in het stuk gaf Okach Europa-breed bekendheid, met tientallen optredens in Afrika, de Verenigde Staten en Europa, waaronder Nederland en België.
Van 2000 tot 2002 werkte Okach in Nairobi aan het project Générations 2001. In het project dat gesteund werd met internationale fondsen leidde hij andere dansers op en werkte hij aan choreografisch onderzoek. In 2002 produceerde hij het stuk Abila waarvoor hij ook de choreografie schreef met optredens in een groot aantal landen in Afrika en Europa.
Hierna werkte hij samen met Julyen Hamilton in het kader van Vif du Sujet aan het stuk No Man's Gone Now dat zijn première aanvankelijk moest kennen op het Festival d'Avignon in 2003 en later op het Festival Paris Quartier d'été. Beide optredens gingen niet door waardoor de première pas plaatsvond in het Centre National de la Danse in januari 2004. Het stuk brak internationaal door met optredens tijdens festivals als de Soirées Nomades van de Fondation Cartier pour l'art contemporain, Plateaux de la Biennale de danse du Val-de-Marne in Aix-en-Provence, Festival Nouvelles Strasbourg Danse in Straatsburg, 3 Wochen mit Pina Bausch in Düsseldorf, Fabbrica Europa in Italië, Fitheb in Benin, Festival of the Dhow Countries in Zanzibar, en meer.
In de jaren erna werkte Okach samen met Thierry Niang in het duo Free Figures. Verder vormde hij met Emmanuel Grivet het duo Accords Perdus. Ook in deze duo's trad hij internationaal op. In de jaren erna wijdde hij zich aan de artistieke directie van de Gàara Dance Foundation in Nairobi.
Okach werd meermaals onderscheiden, onder meer in 1998 met de tweede Prix Rencontres Chorégraphiques Africaines en in 2003 met de Prix Nouveau Talent Chorégraphie van de Société des Auteurs et Compositeurs Dramatiques (SACD). In 2006 werd hij bekroond met een Prins Claus Prijs voor Cultuur en Ontwikkeling.